# Huzarensalade
Een huzarensalade is een maaltijdsalade met aardappel,  vlees en augurk als hoofdingrediënten. Het gerecht werd onder deze naam in ieder geval vanaf de negentiende eeuw bereid; een krantenartikel uit 1844 en een kookboek uit 1867 maken er melding van. De salade wordt genuttigd als voorgerecht, als middagmaal, of als onderdeel van een lopend buffet. In de 20ste eeuw werd het gerecht tevens beschouwd als traditionele versnapering op oudejaarsavond.

## Ingrediënten
Een huzarensalade wordt aangemaakt met de drie voornoemde hoofdingrediënten aardappel, vlees, augurk. Hieraan worden diverse andere groenten toegevoegd, en bijvoorbeeld Franse dressing (vinaigrette). Het wordt geserveerd met wat garnituur, een beetje mayonaise en soms toast. In sommige varianten worden de ingrediënten niet te klein gesneden en niet geprakt, zodat ze herkenbaar blijven. In andere varianten wordt een deel van de ingrediënten gemalen en met mayonaise vermengd. Kant-en-klaar verkrijgbare huzarensalades hebben vaak het karakter van een smeerbare pasta.
De precieze samenstelling staat niet vast. De ingrediënten kunnen variëren, al naargelang de huzarensalade wordt gemaakt als variatie op de haringsalade of de Russische salade, of welke kliekjes er toevallig in de koelkast liggen. De huzarensalade leent zich goed voor restverwerking.
Een van de oudste vermeldingen van de huzarensalade stamt uit het boek “een Drentsch Gemeente-Assessor op reis naar Amsterdam” uit 1845. Waar de salade precies uit bestond, staat niet vermeld, maar wel dat de hoofdpersoon in het verhaal het gerecht met cayennepeper en vergezeld van een karbonade geserveerd kreeg.
Het Wannée kookboek uit 1910, een Nederlands standaardkookboek, gebruikt men voor huzarensalade koud vlees, zure appelen, eieren, gekookte aardappelen, rode biet, een slasoort (gewone sla, veldsla of krulandijvie), zilveruitjes en augurk. Voor de dressing worden slaolie en azijn, of mayonaise gebruikt, en peper en zout. De samenstelling en de bereiding is gelijk aan die van haringsalade, waarbij vlees de haring vervangt. De in 1934 gegeven beschrijving van huzarensalade in een ander Nederlands standaardkookboek, Het nieuwe Haagse kookboek, is vergelijkbaar; sla en eieren ontbreken echter, en aan de dressing kan eventueel nog mosterd worden toegevoegd. Daarnaast vermeldt dit boek ook een “lichte huzarensalade”, zonder biet en met kalfsvlees. Andere recepten en kookboeken uit de 20ste eeuw noemen varianten met bijvoorbeeld koude prinsessebonen of ui, en voegen mosterd of gehakte peterselie aan de dressing toe.
Van de Belgische kok Jeroen Meus stamt een huzarensaladerecept met eenvoudig en goedkoop soepvlees. Overigens is de benaming huzarensalade in België volstrekt ongebruikelijk.

## Oorsprong van de naam

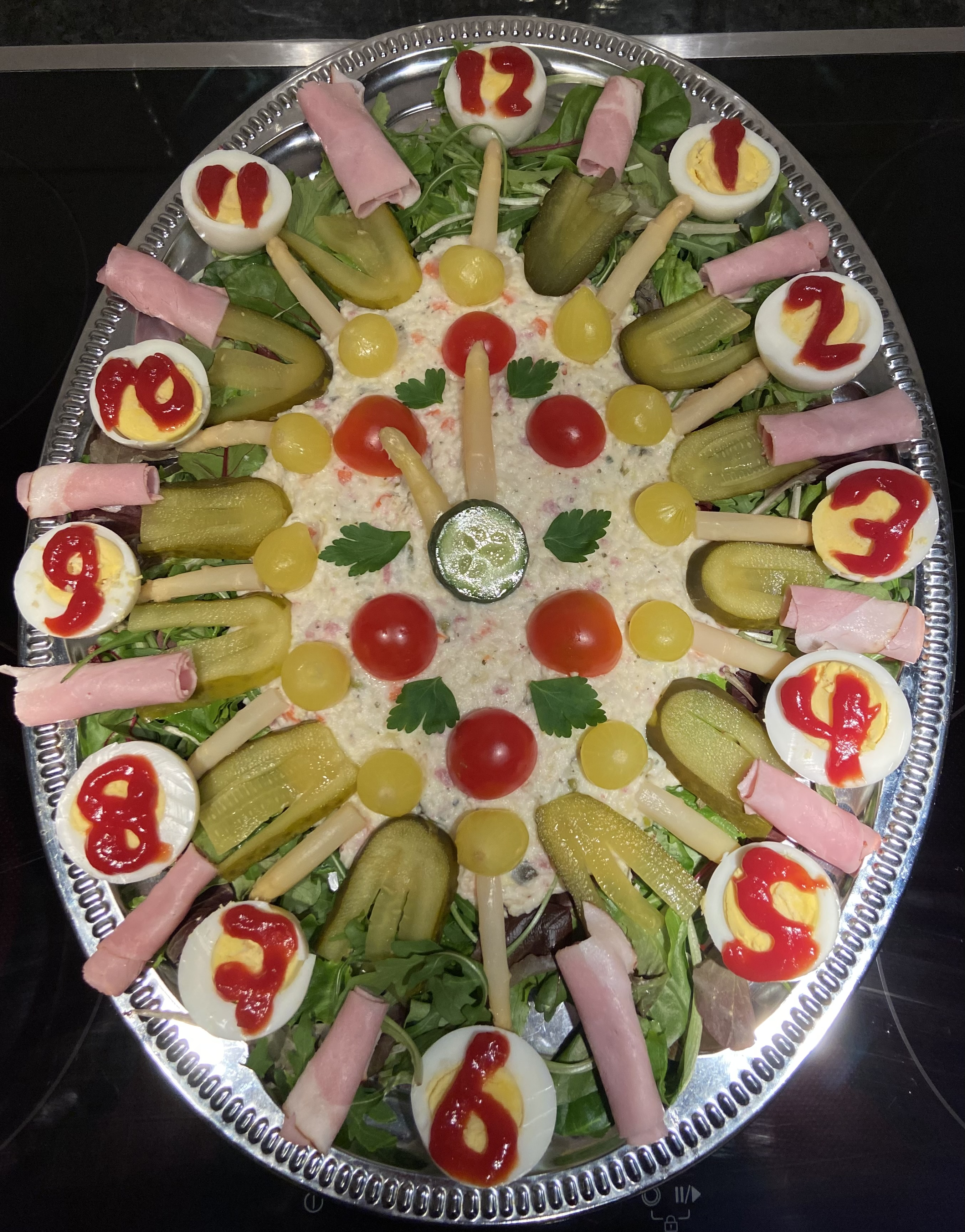
Kloksalade; een als klok versierde huzarensalade met garnering, geserveerd met oud & nieuw

De oorsprong van de naam huzarensalade is niet goed bekend. Het meest aannemelijk is dat de naam de Nederlandse verbastering is van het Franse ‘salade à la hussarde’. Er zijn vele Franse 'à-la-hussarde'-gerechten, zoals sauce à la hussarde, carpe à la hussarde, truites à la hussarde, potage à la hussarde, poulets à la hussarde en boeuf à la hussarde. De Russische invloed op de Franse keuken zou  mede voortkomen uit de bezetting van Parijs door Rusland na de Slag om Parijs.. Het service à la russe is de moderne traditie om gerechten niet allemaal tegelijk op tafel te plaatsen, maar in opeenvolgende gangen te serveren. Het werd rond 1810 populair in Parijs en verving gaandeweg het service à la française.
Het is hoogst twijfelachtig of de salade iets te maken heeft met huzaren, de van oorsprong Hongaarse ruiters die in de 17e en 18e eeuw in de Keizerlijke Oostenrijkse legers ten strijde trokken tegen de Turken. Via Napoleon raakte dit legeronderdeel bekend in Nederland, en na diens vertrek werd in 1814 ook een Nederlands regiment huzaren opgericht. Een van de verhalen over de oorsprong van de naam is dat Hongaarse ruiters onderweg vooraf bereid voedsel meenamen, wat later als “huzarensalade” bekend zou worden. Tegen deze uitleg pleit dat de oorlogen tussen Oostenrijk en het Ottomaanse Rijk weinig aandacht kregen in Nederlandse kranten: het lijkt daardoor niet echt aannemelijk dat een Nederlands gerecht zou worden genoemd naar de toen nog relatief onbekende huzaren. Het recept heeft ook nergens anders ter wereld deze naam.

## Vergelijkbaar
Huzarensalade vertoont overeenkomsten met verschillende andere salades die gebaseerd zijn op aardappelen, vlees of vis, groenten en mayonaise, zoals de Russische salade en de  Oliviersalade die in Rusland bekend staat onder de naam salat Olivjé. Deze laatste werd rond 1860 in Rusland geïntroduceerd door de Russische chef-kok Lucien Olivier (1839–1883). Of Olivier zich liet inspireren door bestaande Franse, Russische of wellicht zelfs Scandinavische landen is niet gedocumenteerd.
De huzarensalade was in Nederland in de jaren 1840 al bekend, dus mogelijk hebben beide salades eenzelfde voorouder.
In Limburg staat de plaatselijke variant van het gerecht ook wel bekend als "koude schotel".